# Добро уштимани мртваци
Добро уштимани мртваци је босанскохерцеговачка драмска комедија у режији Бењамина Филиповића снимљена 2005. Филм је отворио 11. Сарајево Филм Фестивал где је имао светску премијеру и био је уврштен у Такмичарски програм Фестивала.

## Радња
Ристо и Сафет раде у мртвачници. Како би им посао био динамичнији свакодневно се кладе у број лешева које ће примити тога дана. Четири се приче испреплићу и кроз ликове корумпиране министарке, хоџе, ветеринара и студента права доносе слику и критику послератног босанскохерцеговачког друштва и „младе” демократије.

## Улоге
| Глумац                | Улога           |
| --------------------- | --------------- |
| Лазар Ристовски       | Руздија Кучук   |
| Татјана Шојић         | Мерима Кучук    |
| Миралем Зупчевић      | Срећко Пиплица  |
| Нада Ђуревска         | Марија          |
| Уликс Фехмиу          | Риад            |
| Тарик Филиповић       | Марио           |
| Ирена Мичијевић       | Енвера Хаџић    |
| Адмир Гламочак        | др Брацо        |
| Емир Хаџихафизбеговић | ветеринар Сеад  |
| Боро Стјепановић      | Сафет           |
| Жан Маролт            | Ристо           |
| Моамер Касумовић      | Ферид           |
| Мирза Тановић         | Хикмет          |
| Харис Бурина          | Менсо           |
| Дамир Махмутовић      | Лутво           |
| Саша Петровић         | хармоникаш Момо |
| Јасна Диклић          | Тиџа            |
| Адмир Кутјеш          | хоџа            |
| Мустафа Пицати        | отац            |
| Неџад Пицати          | син             |
| Белма Салкунић        | Алма            |
| Мише Мартиновић       | Заим            |
| Владо Керошевић       | Ирфан           |
| Емира Калиман         | секретарица     |
| Јасна Бери            | Јанка           |

## Занимљивости
- Пројекција филма која се у оквиру Хајнекен опет еир програма требала приказати у биоскопу на отвореном Металац, због кише је премештена у сарајевску Скендерију, која је била испуњена до последњег места.[1]

- Филм је био приказан између 11. и 13. октобра 2005. године на Међународном филмском фестивалу у Чикаго у такмичарској категорији „Нови режисери”.[3]

- У широкобријешком биоскопу Борак публици су се пре пројекције представили режисер Бењамин Филиповић и глумац Жан Маролт. Филиповић је том приликом казао:

Чини ми се да домаћи босанскохерцеговачки филм све више почиње сличити један другоме и бојим се да то не постане нека врста жанра. Управо зато сам хтео снимити другачији филм, па су Добро уштимани мртваци црна комедија и пародија на нашу стварност.